# 戸田公園駅

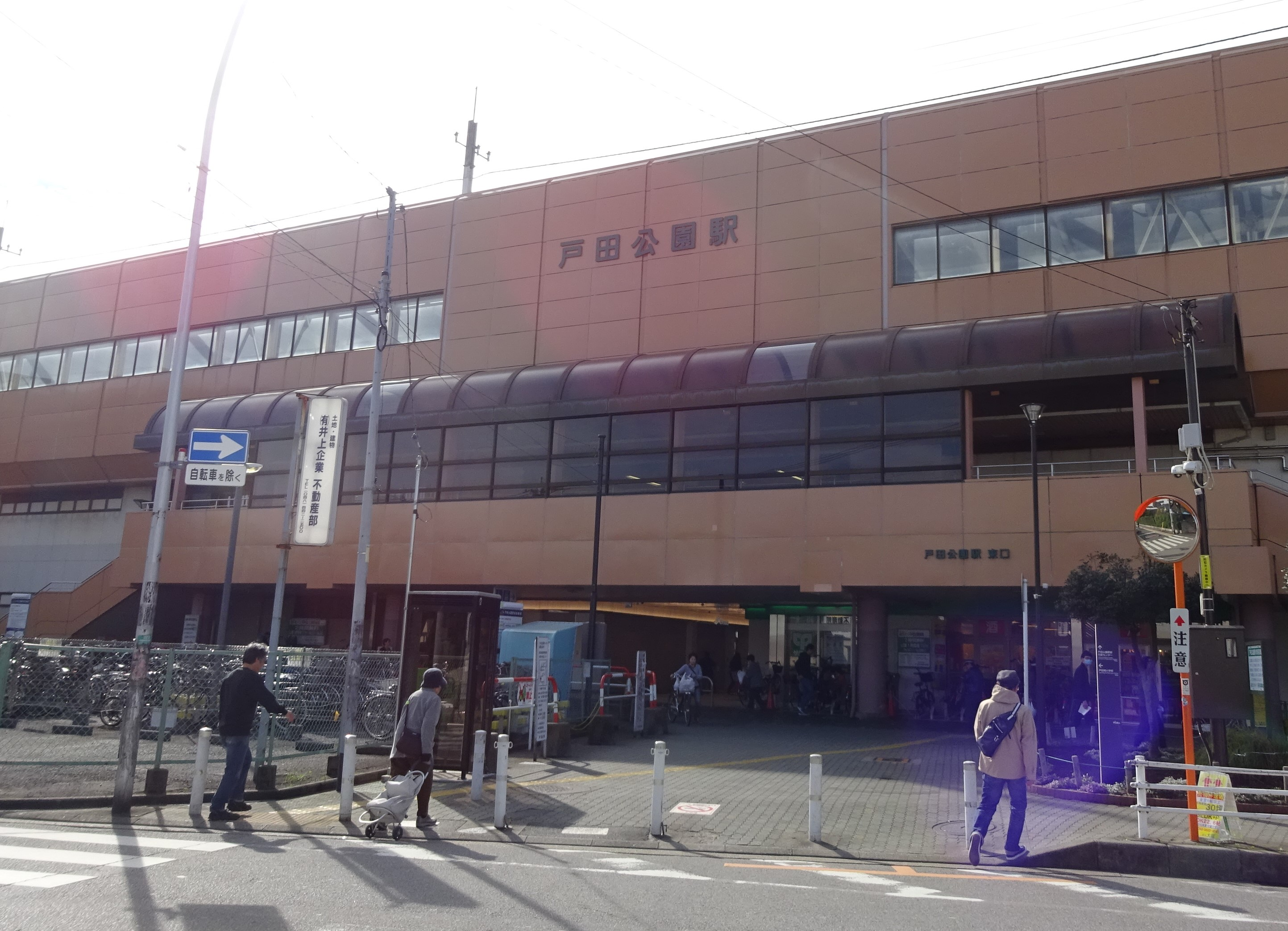
東口（2015年11月）

戸田公園駅（とだこうえんえき）は、埼玉県戸田市本町四丁目にある、東日本旅客鉄道（JR東日本）の駅である。駅番号はJA 18。
当駅に乗り入れている路線は、線路名称上は東北本線（支線）であるが、運転系統上は埼京線として案内される。 埼京線は当駅から大宮方面が大宮支社の管轄となる。

## 歴史
- 1985年（昭和60年）9月30日：日本国有鉄道（国鉄）の駅として開業[3]。
- 1987年（昭和62年）4月1日：国鉄分割民営化に伴い、東日本旅客鉄道（JR東日本）の駅となる[3]。
- 1991年（平成3年）11月22日：駅構内にビーンズ戸田公園が開店[4]。
- 1992年（平成4年）7月21日：自動改札機を設置し、使用を開始する[5]。
- 2001年（平成13年）11月18日：ICカード「Suica」の利用が可能となる[広報 1]。
- 2007年（平成19年）8月1日：1番線の発車メロディが戸田市歌「ああ わが戸田市」に変更[6][7]。
- 2017年（平成29年）11月4日：ATACSの導入により入線速度が向上。
- 2022年（令和4年）
  - 9月25日：この日をもってみどりの窓口の営業を終了[8][9]。
  - 9月26日：話せる指定席券売機を導入[1][8]。

## 駅構造
島式ホーム1面2線（副本線）とその外側に2線の通過線（本線）を有する高架駅である。快速の停車駅ではあるが、通勤快速は通過し、平日の朝夕ラッシュ時には一部の各駅停車が通勤快速を待避する。なお、本線を走行する列車は平日ダイヤの通勤快速と回送列車のみ（南与野駅も同様）。高架下に駅舎があり、出入り口は駅舎の北東と南西側にある。
浦和西営業統括センター管内の直営駅（駅長配置）であり、管理駅として戸田駅・北戸田駅を管理している。話せる指定席券売機、自動改札機が設置されている。
ATACS導入前までは、ATCのシステム上、当駅に停車する電車はホーム進入前に25km/h以下に減速してから再加速し分岐器を通過するため、車内が大きく揺れることがあった。

### のりば
| 番線 | 路線   | 方向 | 行先                                     |
| ---- | ------ | ---- | ---------------------------------------- |
| 1    | 埼京線 | 南行 | 池袋・新宿・大崎・りんかい線・相鉄線方面 |
| 1    | 埼京線 | 上り | 池袋・新宿・大崎・りんかい線・相鉄線方面 |
| 2    | 埼京線 | 北行 | 武蔵浦和・大宮・川越方面                 |
| 2    | 埼京線 | 下り | 武蔵浦和・大宮・川越方面                 |

（出典：JR東日本:駅構内図）

### 発車メロディ
1番線は戸田市歌である「ああ わが戸田市」、2番線はテイチク製の発車メロディが使用されている。
| 1 | JA | ああ わが戸田市 |
| 2 | JA | コーラルリーフ  |

#### ステーションカラー
1985年（昭和60年）9月30日開業の埼京線の各駅（北赤羽 - 北与野間）には駅ごとに色が設定され、JR移行後も引き継がれている。当駅のカラーは水色（■）である。

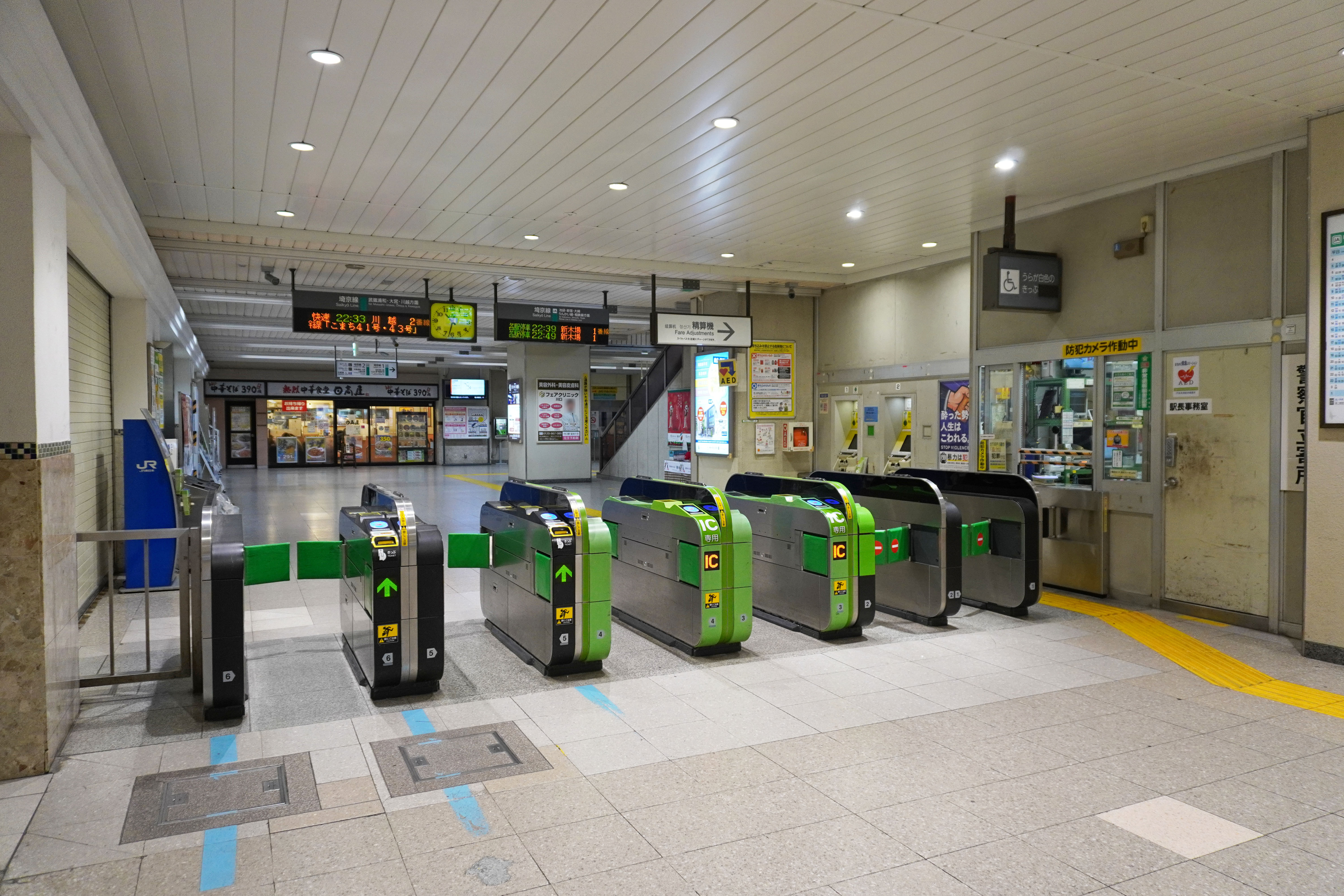
改札口（2023年1月）
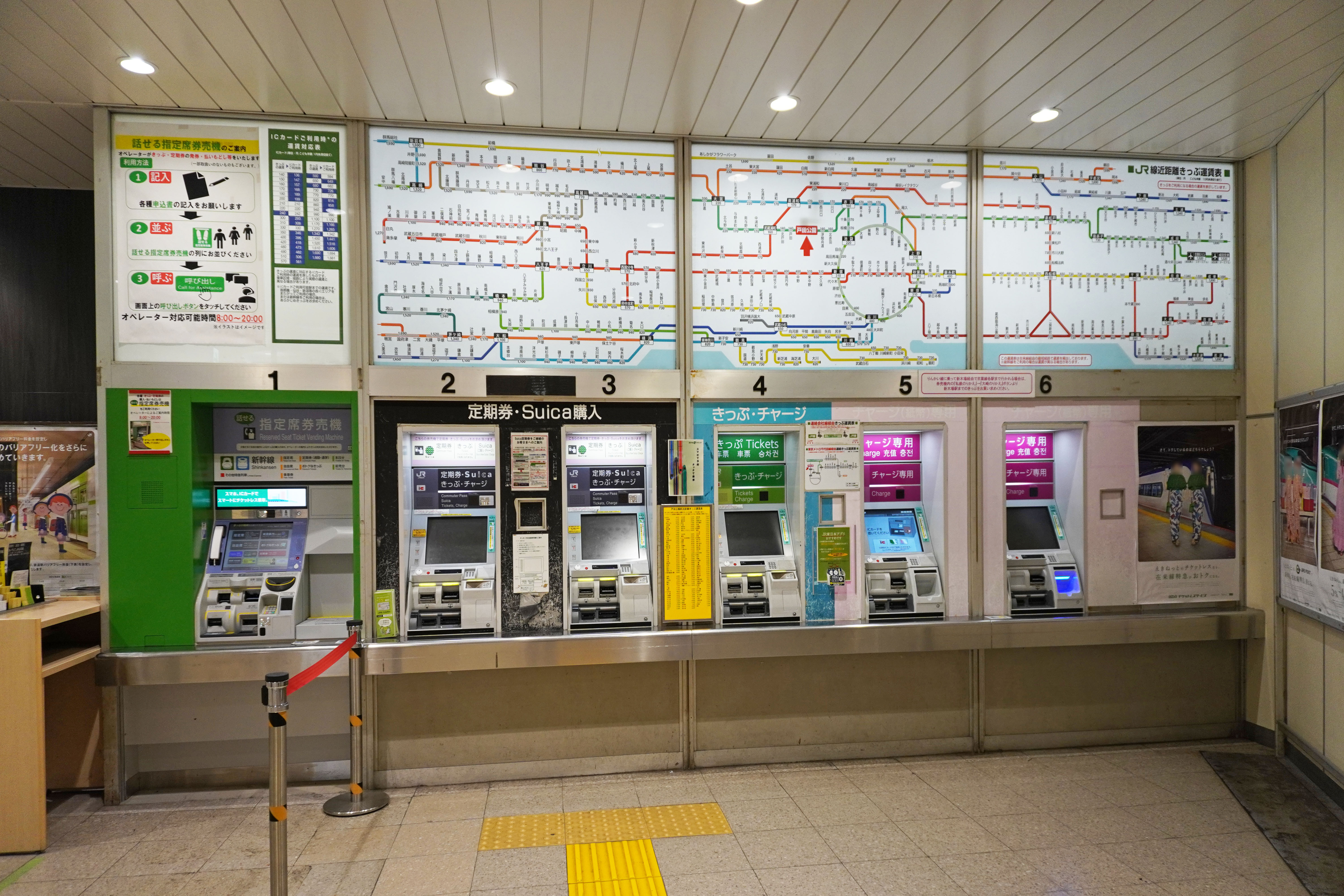
切符売り場（2023年1月）
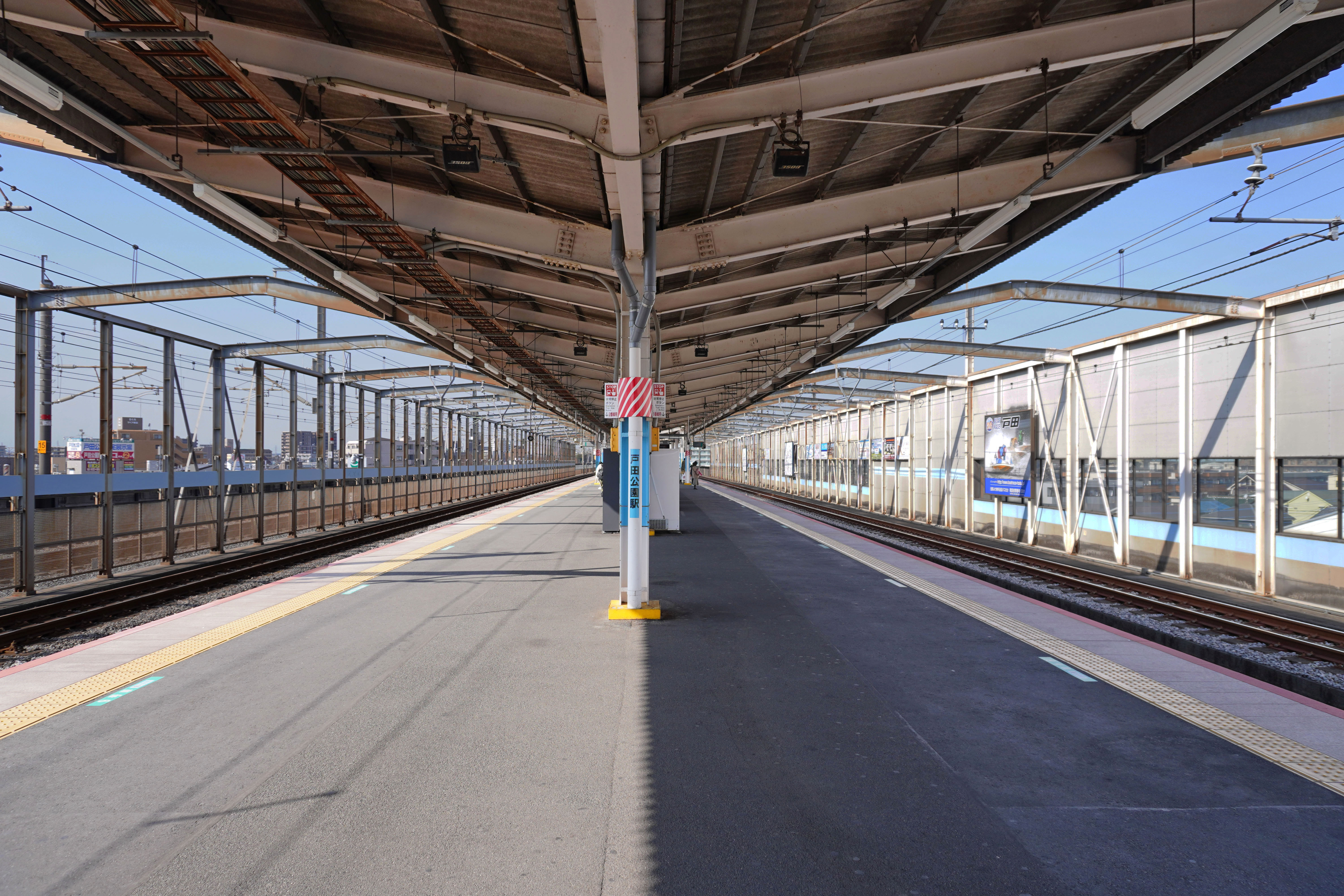
ホーム（2023年2月）

## 利用状況
2023年度（令和5年度）の1日平均乗車人員は32,387人である。赤羽駅 - 大宮駅間の通勤快速通過駅の中では最も乗車人員が多い。
毎年8月第1土曜日に国道17号本線（中山道）の戸田橋と新大宮バイパスの笹目橋の間の荒川河川敷で開催される「戸田橋花火大会」開催時にはホーム・コンコースともに混雑し、入場制限が行われる場合もある。この際には改札横の店舗（丸亀製麺ビーンズ戸田公園）を臨時休業の上で店内に簡易Suica改札機を設置し、臨時改札として運用する。
開業後の1日平均乗車人員の推移は下表のとおりである。年度全体の乗車人員を365（閏日が入る年度は366）で除して1日平均乗車人員を求めており、計算で生じた小数点以下の値は切り捨てているため、定期外と定期の和は必ずしも合計と一致しない。
| 年度               | 1日平均乗車人員 | 1日平均乗車人員 | 1日平均乗車人員 | 出典              |
| 年度               | 定期外          | 定期            | 合計            | 出典              |
| ------------------ | --------------- | --------------- | --------------- | ----------------- |
| 1985年（昭和60年） |                 |                 | 6,362           |                   |
| 1986年（昭和61年） |                 |                 | 9,755           |                   |
| 1987年（昭和62年） |                 |                 | 11,406          |                   |
| 1988年（昭和63年） |                 |                 | 13,582          |                   |
| 1989年（平成元年） |                 |                 | 14,918          |                   |
| 1990年（平成02年） |                 |                 | 16,424          |                   |
| 1991年（平成03年） |                 |                 | 17,982          |                   |
| 1992年（平成04年） |                 |                 | 19,273          |                   |
| 1993年（平成05年） |                 |                 | 19,916          |                   |
| 1994年（平成06年） |                 |                 | 20,276          |                   |
| 1995年（平成07年） |                 |                 | 21,167          |                   |
| 1996年（平成08年） |                 |                 | 22,042          |                   |
| 1997年（平成09年） | 7,910           | 14,625          | 22,535          |                   |
| 1998年（平成10年） | 7,864           | 15,002          | 22,866          |                   |
| 1999年（平成11年） | 7,943           | 15,135          | 23,078          | [ 埼玉県統計 1 ]  |
| 2000年（平成12年） | 8,022           | 15,747          | 23,769          | [ 埼玉県統計 2 ]  |
| 2001年（平成13年） | 8,468           | 16,431          | 24,900          | [ 埼玉県統計 3 ]  |
| 2002年（平成14年） | 8,555           | 17,084          | 25,639          | [ 埼玉県統計 4 ]  |
| 2003年（平成15年） | 8,900           | 17,643          | 26,543          | [ 埼玉県統計 5 ]  |
| 2004年（平成16年） | 9,073           | 18,316          | 27,389          | [ 埼玉県統計 6 ]  |
| 2005年（平成17年） | 9,025           | 18,742          | 27,767          | [ 埼玉県統計 7 ]  |
| 2006年（平成18年） | 9,096           | 19,054          | 28,150          | [ 埼玉県統計 8 ]  |
| 2007年（平成19年） | 9,209           | 19,676          | 28,886          | [ 埼玉県統計 9 ]  |
| 2008年（平成20年） | 9,151           | 19,763          | 28,914          | [ 埼玉県統計 10 ] |
| 2009年（平成21年） | 9,033           | 20,033          | 29,067          | [ 埼玉県統計 11 ] |
| 2010年（平成22年） | 8,910           | 20,426          | 29,336          | [ 埼玉県統計 12 ] |
| 2011年（平成23年） | 9,059           | 20,691          | 29,750          | [ 埼玉県統計 13 ] |
| 2012年（平成24年） | 9,231           | 21,580          | 30,811          | [ 埼玉県統計 14 ] |
| 2013年（平成25年） | 9,537           | 22,468          | 32,005          | [ 埼玉県統計 15 ] |
| 2014年（平成26年） | 9,632           | 22,376          | 32,008          | [ 埼玉県統計 16 ] |
| 2015年（平成27年） | 9,980           | 23,446          | 33,427          | [ 埼玉県統計 17 ] |
| 2016年（平成28年） | 10,128          | 24,001          | 34,129          | [ 埼玉県統計 18 ] |
| 2017年（平成29年） | 10,221          | 24,443          | 34,665          | [ 埼玉県統計 19 ] |
| 2018年（平成30年） | 10,260          | 24,684          | 34,944          | [ 埼玉県統計 20 ] |
| 2019年（令和元年） | 9,860           | 24,617          | 34,478          | [ 埼玉県統計 21 ] |
| 2020年（令和02年） | 7,247           | 19,126          | 26,373          | [ 埼玉県統計 22 ] |
| 2021年（令和03年） | 9,016           | 19,502          | 28,519          |                   |
| 2022年（令和04年） | 10,144          | 20,700          | 30,915          |                   |
| 2023年（令和05年） | 10,857          | 21,530          | 32,387          |                   |

備考
1. ↑  1985年9月30日開業。開業日から翌年3月31日までの計183日間を集計したデータ。

## 駅周辺
駅名の由来である戸田公園は、荒川の水を引き込んだ戸田ボートコースをはじめ、荒川の河川敷に広がる野球用のグラウンドなどの総称である。
駅の周辺は主に住宅地である。西に約1キロメートル離れて工場・倉庫地区がある。戸田オリンピックボートコースまでは南に約400メートルほどだが、コースの西端にある戸田競艇場は駅から約2キロメートル西にある。
戸田市役所など、行政の中心は隣の戸田駅の方が至近である。しかし、当駅のほうが乗車人員が多いことや快速が停車することなどから、『JTB時刻表』では当駅が戸田市の代表駅とされている。
- サミットストア 戸田公園駅店（ビーンズ戸田公園内）
- 埼玉県立戸田公園[10]
  - 戸田競艇場
  - 戸田漕艇場
  - 戸田総合運動公園
- 戸田市こどもの国
- 戸田公園住宅展示場
- 戸田市役所戸田公園駅前行政センター
- 戸田市上戸田福祉センター
- 戸田市立勤労青少年ホーム
- 戸田中央総合病院
- 戸田公園駅前郵便局
- 戸田本町郵便局
- 国道17号（中山道）
- 戸田橋（国道17号中山道。埼玉県・東京都 都県境）
- 埼玉県道68号練馬川口線（オリンピック通り）
- 中央病院通り
- マツモトキヨシ 戸田本町店
- セキ薬局 戸田公園店
- 東横イン埼玉戸田公園駅西口
- ジェクサー・フィットネスクラブ戸田公園 - 東京寄りの高架下に立地。ジェイアール東日本スポーツが運営。
- ファッションセンターしまむら戸田南店
- スーパーバリュー戸田店
- ロイヤルホームセンター戸田公園

## バス路線
コミュニティバスも含めてすべて国際興業バスにより運行される。
- 東口
  - 蕨55：蕨駅西口行

- 西口
  - 戸52：下笹目行
  - 西川63：西川口駅西口行
  - 戸100：戸田ボートレース場行 ※競艇開催日のみ運行
  - 戸田市コミュニティバス「toco」
    - 喜沢循環：戸田市役所南・中島病院・中町公園・喜沢記念会館方面
    - 川岸循環：戸田市役所・蕨警察署南・中島病院・川岸会館前方面
    - 西循環：戸田駅・戸田翔陽高校・スポーツセンター・下笹目方面
    - 南西循環：県営戸田公園・戸田公園大橋・下笹目方面

## 隣の駅
東日本旅客鉄道（JR東日本）
 埼京線
■通勤快速
通過
■快速
赤羽駅 (JA 15) - 戸田公園駅 (JA 18) - 武蔵浦和駅 (JA 21)
■各駅停車
浮間舟渡駅 (JA 17) - 戸田公園駅 (JA 18) - 戸田駅 (JA 19)

### 記事本文